# いろどりOITA
『いろどりOITA』（いろどりオオイタ）は、2018年4月2日から2023年3月31日まで大分県内のNHK総合テレビジョンで生放送されていたNHK大分放送局制作による『NHKニュース』のニュース情報番組である。

## 番組概要
『しんけんワイド大分』の後継番組で、2018年4月2日放送開始。テーマ曲は大分県出身のメンバーを含むgo!go!vanillasがこの番組のために書き下ろした「チェンジユアワールド」。
2021年6月21日より、時刻表示が通常フォントからまるっと!や首都圏ネットワークなどと同様カスタムフォントに変更された。
2022年度より土曜・日曜・祝日（一部除く）18:45 - 18:59にも当番組が放送されていた。

## 『ぶんドキ』へリニューアル
2023年3月31日（休日版を含めると同年4月2日）をもって『いろどりOITA』としての放送を終了、同年4月3日からは番組タイトルを『ぶんドキ』に変更してリニューアルした。三雲・西垣・川又・熊澤は改題リニューアル後も引き続き出演している。

## キャスター

### 平日
- 西岡遼[4]（大分局アナウンサー・隔週）
- 飯尾夏帆[4]（大分局アナウンサー・隔週）
- 三雲紫恩[4]（大分局契約キャスター・隔週）
- 森柚葉[4]（大分局契約キャスター・隔週）
- 西垣光[4]（大分局契約キャスター・リポーター）
- 川又優[4]（大分局契約キャスター・スポーツ）
- 熊澤里枝（気象予報士）[4]

### 土曜・日曜・祝日
- 大分局のアナウンサーが交代で担当。平日版キャスターの西岡・飯尾も非番の週に担当することがある。一方、同局の契約キャスターは原則出演しない。

### 過去の出演者
| 期間      | 期間      | アナウンサー（隔週交替） | アナウンサー（隔週交替） | キャスター（隔週交替） | キャスター（隔週交替） | 気象情報 |
| --------- | --------- | ------------------------ | ------------------------ | ---------------------- | ---------------------- | -------- |
| 2018.4.2  | 2018.7.27 | 寺澤敏行                 | 南波雅俊                 | 緒方直加               | 齋藤はるか             | 木村滉   |
| 2018.7.30 | 2019.3.29 | 寺澤敏行                 | 富田典保                 | 緒方直加               | 齋藤はるか             | 木村滉   |
| 2019.4.1  | 2020.3.27 | 寺澤敏行                 | ホルコムジャック和馬     | 緒方直加               | 齋藤はるか             | 木村滉   |
| 2020.3.30 | 2021.3.26 | 寺澤敏行                 | ホルコムジャック和馬     | 森迫麻衣               | 齋藤はるか             | 木村滉   |
| 2021.3.29 | 2022.4.1  | 戸部眞輔                 | ホルコムジャック和馬     | 飯尾夏帆               | 齋藤はるか             | 熊澤里枝 |
| 2022.4.4  | 2023.3.31 | 西岡遼                   | 飯尾夏帆                 | 三雲紫恩               | 森柚葉                 | 熊澤里枝 |

その他
- 吉田賢（大分局アナウンサー）大相撲コーナー解説「本場所開催中のみ」・放送部副部長を兼任。

## 放送時間
- 月曜 - 金曜 18:10 - 18:59[4]
- 土曜・日曜・祝日（一部除く） 18:45 - 18:59[4]
  - 一部の休日及び年末年始は放送を休止し、18:45 - 18:59（年末年始は18:50 - 19:00）に福岡局制作の『九州・沖縄のニュース・気象情報』を放送する。
  - また平日であっても、特別編成が組まれる大型連休の谷間やお盆休み、年末年始（12月28日までと1月4日以降）、オリンピック期間中には放送を休止することがある。その場合、2021年度までは18:45 - 18:59に県域ニュースとして『ニュース645おおいた』を放送（ただし、2019年1月4日・2020年12月28日は年末年始特別編成のため大分からの放送が休止され、福岡局からの九州沖縄のニュース・気象情報が放送された）していたが、2022年度は18:45 - 18:59に当番組を休日版のフォーマットによる短縮版で放送していた。
  - 2020年5月11日から5月22日には新型コロナウイルス関連報道のため、18:30 - 18:52に番組編成上は本番組のままで福岡局から『九州沖縄 新型コロナ関連ニュース』を放送した。このパートの進行は、本番組と同じ時間帯に福岡局が放送している『ロクいち!福岡』で当時メインキャスターを務めていた中山庸介と松﨑洋子が担当。またこのパートに限り、リアルタイム字幕放送にも対応していた。

## 主なコーナー
※○印の付いているコーナーは『ぶんドキ』への改題リニューアル後も継続して放送。
- いろどりPick Up[4]
- くまソラ天気[4]○
- 石丸謙二郎のおおいた彩発見 - 月曜日（毎月第1・2週）[4][8]○
- イチオシ!! - 火曜日（毎週）[4]
- 財前直見のおおいた暮らし彩彩 - 水曜日（毎月第3・4週）[4][9]○
- くまソラ天気クイズ - 木曜日（毎週）[4]○ - 『ぶんドキ』では木曜日に加え月曜日にも行われるようになった。
- 週末ノリノリ! / 週末ピカピカ! - 金曜日（隔週）[4] - 『ぶんドキ』へのリニューアル後も「週末何しよん?」に改題の上継続。
- 食イチ!（不定期）○ - 同時間帯に福岡県で放送されているローカルニュース番組『ロクいち!福岡』の同名コーナーをVTR部分のみ録画ネット。
- いろどり大相撲（大相撲の本場所期間中のみ、『ぶんドキ』へのリニューアル後も「ぶんドキ大相撲」に改題の上継続）